# Happy Xmas (War Is Over)
Ne doit pas être confondu avec Happy Xmas (album d'Eric Clapton).
Singles par John Lennon
Imagine Woman Is the Nigger of the World
Happy Xmas (War Is Over) est à la fois une chanson protestataire contre la guerre du Viêt Nam et une chanson de Noël, de John Lennon et Yoko Ono. Elle tire son origine d'une campagne publicitaire contre la guerre du Viêt Nam que les deux époux avaient lancée en 1969 dans plusieurs grandes villes du monde. Elle fait également suite à plusieurs hymnes pacifistes déjà composés par John Lennon, Give Peace a Chance et Imagine.
En 1971, Lennon, qui avait toujours été désireux d'écrire un chant de Noël, met ce slogan en musique et l'enregistre avec Yoko Ono et les chœurs de Harlem sous la production de Phil Spector. Il s'agit de la première chanson que Lennon enregistre aux États-Unis. Elle s'inscrit également dans une période où Lennon et Ono s'engagent politiquement et qui trouve son apogée quelques mois plus tard avec l'album Some Time in New York City.
Elle paraît tout d'abord en single dans ce pays pour Noël 1971 mais ne connaît aucun succès et n'entre même pas dans les charts. Reportée à 1972 dans le reste du monde à cause d'un différend commercial, la chanson connaît un grand succès au Royaume-Uni où elle finit par atteindre la deuxième place des charts en 1980, à la suite de l'assassinat de son interprète. Elle y jouit d'une très grande popularité et est devenue un chant de Noël classique.

## Composition
Les paroles sont basées sur une campagne de la fin de l'année 1969, de  Lennon et Ono, qui louent les panneaux d'affichage et des affiches dans onze grandes villes à travers le monde où l'on peut lire «WAR IS OVER! (If You Want It) Happy Christmas from John and Yoko» « (LA GUERRE EST FINIE ! (Si vous le voulez) John & Yoko vous souhaitent un Joyeux Noël ». En 1971, les États-Unis sont profondément ancrés dans la guerre impopulaire du Viêt Nam. La phrase « War is over, if you want it, war is over, now! » (« La guerre est finie, si vous le voulez, la guerre est finie, maintenant ! ») chanté par les chœurs est prise directement des panneaux d'affichage.
La structure mélodique et les accords proviennent de la chanson populaire Stewball (relative à un cheval de course).  Lennon et Ono ont ajouté les principaux changement de notes (déplacement aller-retour entre La - Si - Do - Ré) ainsi que le « War is over » en contre-mélodie.

## Enregistrement
Le morceau est enregistré au Record Plant Studios à New York à la fin octobre 1971, avec l'aide du producteur Phil Spector. Il est caractérisé par de forts échos vocaux et la chorale d'enfants du chœur de la communauté d'Harlem.
L'enregistrement commence par les vœux de Noël, des paroles de Yoko Ono et John Lennon à leurs enfants : des chuchotements de Ono : « Happy Christmas, Kyoko », puis Lennon chuchote « Happy Christmas Julian ». Les paroles publiées dans l'album de 1982 The John Lennon Collection, donnent à tort ces paroles : « Happy Christmas, Yoko. Happy Christmas John ».

## Interprètes
- John Lennon : Chant, guitare, production
- Yoko Ono : Chant, production
- May Pang : Chœurs
- Harlem Community Choir : Chœurs
- Hugh McCracken : Guitare
- Teddy Irwin : Guitare
- Chris Osbourne : Guitare
- Stuart Scharf : Guitare
- Nicky Hopkins : Piano, carillon tubulaire, glockenspiel
- Jim Keltner : Batterie, Grelots

Qui des quatre guitaristes a joué la basse reste inconnu. Klaus Voormann avait été désigné pour cela, mais n'a pas pu assister à la session, son avion étant retardé. Voormann est arrivé juste à temps pour contribuer à la seule face B.

## Parution et réception
Lors de leur campagne pour la paix de 1969, John Lennon et Yoko Ono louent les panneaux publicitaires de douze villes d'Europe, d'Amérique et d'Asie pour y coller une affiche clamant le slogan « War is over! If You Want It ». Deux ans plus tard, Lennon écrit sa chanson avec ce même thème.
Le 45 tours est sorti chez Apple Records aux États-Unis en décembre 1971 ; la sortie était trop proche de Noël, pour avoir un impact commercial. En raison d'un litige d'édition, la diffusion au Royaume-Uni et dans le reste du monde (Apple R5970) est retardée jusqu'en novembre 1972. Le morceau atteint la 4e place des classements au Royaume-Uni à la fin de décembre 1972. La première édition a été pressée sur un disque vinyle vert avec l'étiquette d'Apple standard ou celle du label « John et Yoko » également utilisée sur l'album Some Time in New York City. La chanson a été rééditée au Royaume-Uni, le 20 décembre 1980, peu de temps après l'assassinat de John Lennon, le 8 décembre 1980. Le morceau atteindra la seconde place des classements musicaux anglais.
La première apparition de la chanson sur un album remonte à 1975, dans l'album compilation Shaved Fish. Cette version se termine avec une portion de la version live de Give Peace a Chance, enregistrée le 30 août 1972 lors du concert bénéfice « One to One ». Pour la couverture de l'album Shaved Fish, où chacune des chansons est dépeinte par une illustration, celle-ci est représentée par un dessin d'un avion militaire retenu par des fils sur lequel pend une boule de Noël. Elle est de nouveau incluse dans plusieurs compilations ultérieures de Lennon et dans des compilations thématiques de Noël d'artistes variés.
Un pressage de 50 copies unifaces de 12 pouces a été effectuée en 2021 et remises à 25 organismes de charité et 25 boutiques de disques indépendants afin d'être offertes au plus offrant en guise de levées de fonds.
En 2023, un court métrage, réalisé par Dave Mullins, intitulé War Is Over! Inspired by the Music of John & Yoko (en) a été produit en association avec la WetaFX. La chanson est entendue durant le générique final. Il reçoit l'Oscar du meilleur court métrage d'animation en 2024.

## Reprises
Le 4 décembre 2020, le groupe Calexico sort l'album Seasonal Shift à l'occasion des fêtes de fin d'une année 2020 traversée par le SARS-COV2 et des périodes de confinement partout dans le monde. La face B du vinyle commence par la 7e chanson de l'album, qui reprend Happy Xmas (War Is Over)[réf. nécessaire].

## Chanson similaire
En 1967, le chanteur américain Phil Ochs écrit The War Is Over (La guerre est finie) :  une chanson qui déclare la fin de la guerre au Viêt Nam ; Ochs enregistre la chanson en 1968.  Il n'y a aucune indication que Lennon ou Ono avaient connaissance de la chanson d'Ochs.